# Télescope Nasmyth
Pour les articles homonymes, voir Nasmyth.

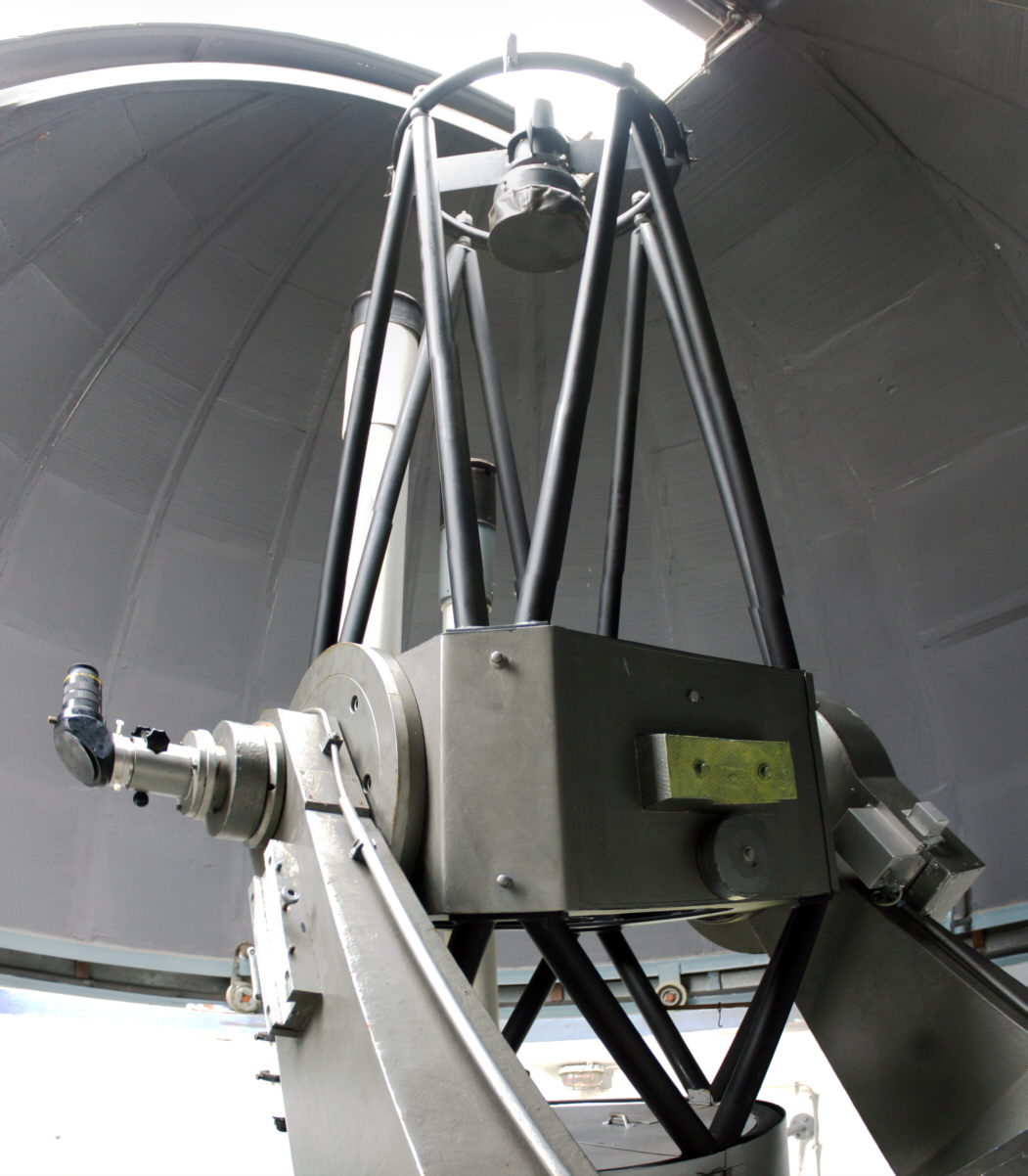
Un télescope Nasmyth.

Un télescope Nasmyth, du nom de son inventeur l'écossais James Nasmyth qui le mit au point en 1845, est un type particulier de télescope Cassegrain, dans lequel un miroir plan supplémentaire est utilisé pour réfléchir latéralement la lumière.

## Formule optique

Schéma de principe du télescope Nasmyth

Le télescope Nasmyth comporte deux miroirs courbes, comme le télescope Cassegrain. Le miroir primaire concave collecte la lumière venant des astres à observer, et l'envoie sur un miroir secondaire convexe situé face au primaire, sur le même axe optique, et d'un diamètre largement inférieur à celui du primaire, de sorte à minimiser l'obstruction.
Dans un télescope de type Cassegrain, le miroir primaire est percé d'un trou en son centre, et le foyer est obtenu sur l'axe optique à l'arrière du miroir primaire, tandis que dans le télescope Nasmyth, un troisième miroir plan de petite dimension est placé sur l'axe optique entre le secondaire et le primaire de sorte à réfléchir la lumière latéralement. Dans ce cas, le foyer est obtenu hors de l'axe optique.
Comme dans les différentes variantes du télescope de type Cassegrain, la combinaison du miroir primaire et du miroir secondaire forme l'objectif du télescope, le miroir plan servant uniquement à rejeter latéralement le foyer, de la même façon que le miroir secondaire plan d'un télescope de type Newton.

## Utilisation du foyer Nasmyth
Du fait de sa position particulière, le foyer d'un télescope Nasmyth est appelé foyer Nasmyth. Il est généralement utilisé sur les grands télescopes à monture altazimutale, en plaçant le miroir plan sur l'axe horizontal de réglage de la hauteur du télescope. Cet axe mécanique est généralement percé d'un trou au travers duquel les rayons lumineux réfléchis par le miroir plan sont envoyés sur le côté du télescope.
Cette disposition particulière du foyer Nasmyth sur l'axe horizontal permet de placer les instruments de réception (oculaire ou détecteur optique) sur la plateforme azimutale. Ceci permet d'alléger la structure mobile du télescope et ainsi d'obtenir un meilleur équilibrage. Cet effet est particulièrement recherché lorsque le foyer doit être équipés d'instruments lourds, comme ceux destinés à la spectroscopie intégrale de champ, par exemple.

## Observatoires équipés de foyers Nasmyth
La plupart des télescopes de grand diamètre possèdent un miroir plan mobile, ce qui les rend utilisables en configuration Nasmyth, avec un ou plusieurs foyers déportés hors de l'axe optique, en plus du traditionnel foyer Cassegrain situé sur l'axe optique, à l'arrière du télescope. C'est le cas des quatre télescopes principaux du Very Large Telescope.